# De Vlinderpoort
De Vlinderpoort is een kunstobject in Rosmalen, in 1995 gemaakt door Marijke de Goey. De poort is gemaakt van staal en is blauw van kleur. 's Avonds branden er neonlampen in.
Het kunstwerk staat sinds 2007 op de rotonde van de Rodenborchweg met de Laaghemaal en de Vlietdijk. Voordien stond het bij de voormalige kruising van de Oosteinderweg met de Rodenborchweg. De poort stond daar samen met de motte van het voormalige klooster Annenborch en de Sint-Lambertuskerk in één rechte lijn, zodat een zichtas gevormd werd.
Het kunstwerk is in 1995 in opdracht van de Stichting Beeldende Kunst Rosmalen gemaakt als laatste ode aan de voormalige gemeente Rosmalen, die in 1996 werd geannexeerd door de gemeente 's-Hertogenbosch.